# Liste der Biografien/Heink
Liste der Biografien |
Portal Biografien |
Personensuche
# |
A |
B |
C |
D |
E |
F |
G |
H |
I |
J |
K |
L |
M |
N |
O |
P |
Q |
R |
S |
T |
U |
V |
W |
X |
Y |
Z |
?
 
Ha |
Hd |
He |
Hi |
Hj |
Hk |
Hl |
Hm |
Hn |
Ho |
Hr |
Hs |
Ht |
Hu |
Hv |
Hw |
Hy
 
Hea |
Heb |
Hec |
Hed |
Hee |
Hef |
Heg |
Heh |
Hei |
Hej |
Hek |
Hel |
Hem |
Hen |
Heo |
Hep |
Heq |
Her |
Hes |
Het |
Heu |
Hev |
Hew |
Hex |
Hey |
Hez
 
Heia |
Heib |
Heic |
Heid |
Heie |
Heif |
Heig |
Heij |
Heik |
Heil |
Heim |
Hein |
Heip |
Heir |
Heis |
Heit |
Heix |
Heiz
 
Heina |
Heinb |
Heinc |
Heind |
Heine |
Heinf |
Heing |
Heinh |
Heini |
Heink |
Heinl |
Heinm |
Heino |
Heinr |
Heins |
Heint |
Heiny |
Heinz
Die Liste der Biografien führt alle Personen auf, die in der deutschsprachigen Wikipedia einen Artikel haben. Dieses ist eine Teilliste mit 25 Einträgen von Personen, deren Namen mit den Buchstaben „Heink“ beginnt.

## Heink
- Heink, Georg (1859–1932), höherer sächsischer Staatsbeamter

### Heinke
- Heinke, Christian (* 1970), deutscher Schriftsteller
- Heinke, Curt (1890–1934), deutscher Heimatgeologe und Lehrer
- Heinke, Daniel H. (* 1974), deutscher Jurist, Leiter des Landeskriminalamtes Bremen, Honorarprofessor für Terrorismusforschung
- Heinke, Erhard (1908–1995), deutscher Maler und Grafiker
- Heinke, Ferdinand (1782–1857), Jurist und preußischer Beamter
- Heinke, Florian (* 1981), deutscher Maler
- Heinke, Franz Josef von (1726–1803), österreichischer Jurist
- Heinke, George H. (1882–1940), US-amerikanischer Politiker
- Heinke, Hans Georg (* 1945), österreichischer Journalist und Nachrichtensprecher
- Heinke, Harald (* 1955), deutscher Judoka
- Heinke, Helga (1913–2004), deutsche Politikerin (GB/BHE, ab 1961 FDP)
- Heinke, Joachim (* 1959), deutscher Fußballspieler
- Heinke, Joseph Prokop von (1758–1838), österreichischer Jurist
- Heinke, Lothar (* 1934), deutscher Reporter
- Heinke, Ottilie (1823–1888), deutsche Komponistin und Musikpädagogin
- Heinke, Sabine (* 1956), deutsche Juristin, ehemalige Rechtsanwältin und Richterin
- Heinke, Siegfried (1910–2005), deutscher Jurist, Verwaltungsbeamter und Politiker (SPD)
- Heinke, Werner (1904–1944), deutscher Politiker (NSDAP) und Bauschlosser
- Heinkel, Ernst (1888–1958), deutscher IngenieurErnst Heinkel (1888–1958)

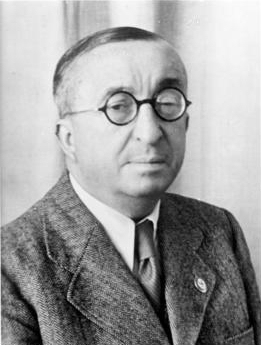
Ernst Heinkel (1888–1958)

- Heinkel, Ronny (* 1975), deutscher Jurist und Richter am Bundesarbeitsgericht
- Heinkele, Franz (1881–1950), deutscher Kommunalpolitiker
- Heinkelmann, Heinrich (1807–1866), deutscher radikaler Demokrat und Arzt
- Heinker, Wolfgang, deutscher Basketballnationalspieler

### Heinks
- Heinks, Heinke (1895–1968), deutscher Politiker (KPD, SED), Mitglied der Bremischen Bürgerschaft